# Střemy
Střemy es una localidad del distrito de Mělník en la región de Bohemia Central, República Checa, con una población estimada a principio en 2020 de 435 habitantes. 
Se encuentra ubicada al norte de la región y de Praga, cerca de la confluencia de los ríos Elba y Moldava, y de la frontera con las regiones de Ústí nad Labem y Liberec.